# Brandon Call
Brandon Spencer Lee Call (Torrance, California, 17 de noviembre de 1976) es un exactor estadounidense, conocido por su papel de Justin Thomas  "J.T." Lambert en la serie de televisión Step by Step.

## Biografía
Call nació en Torrance, California. Sus padres son Richard y Elyse, y sus tres hermanos son Dee Anne, Tandi, y Dustin.

## Carrera
Call comenzó su carrera como actor infantil en 1984 apareciendo en Simon & Simon y Hotel. Su debut en el cine fue haciendo la voz de Fairfolk en la película de Disney, The Black Cauldron en 1985. También en 1985, consiguió un papel recurrente en el drama diurno de la NBC Santa Barbara durante su estadía en Santa Bárbara (California). Call ganó dos premios Young Artist por el papel. Después de dejar la serie en 1987, fue estrella invitada en dos episodios de St. Elsewhere , y apareció en la serie The Charmings de 1989 a 1990. Call interpretó a Hobie Buchannon en la primera temporada de Baywatch. También en 1990 interpretó a Billy en la película Blind Fury. Al año siguiente, protagonizó junto a Andrew Dice Clay The Adventures of Ford Fairlane y en 1991, apareció en For the Boys protagonizada por Bette Midler.
Ese mismo año, Call fue elegido para interpretar a Justin Thomas "J.T." Lambert en el ABC sitcom Step by Step, lo que le movió a CBS en 1997. Luego apareció regularmente como J.T. hasta que la serie terminó en 1998.

## Incidente de tráfico
Después de terminar de grabar un episodio de Step by Step, el 3 de septiembre de 1996, Call se vio involucrado en una disputa de tráfico mientras conducía hacia su casa y fue víctima por disparos de arma de fuego en ambos brazos a manos de Tommy Eugene Lewis. Fue llevado al Centro Médico de la UCLA en donde se recuperó por completo.

## Vida personal
Después de la cancelación de Step by Step, Call decidió retirarse de la actuación. Actualmente trabaja en una gasolinera perteneciente a sus padres en San Diego, California y tiene una hija llamada Amanda nacida en 1998.

## Filmografía

### Cine
- 1985: The Black Cauldron – Fairfolk (Voz)
- 1985: Jagged Edge – David Barnes
- 1989: Blind Fury – Billy Devereaux
- 1989: Warlock – Young boy
- 1990: The Adventures of Ford Fairlane – The Kid
- 1991: For the Boys – Danny Leonard

### Televisión
- 1984: Simon & Simon – Addie Becker's Son (1 episodio)
- 1984: Hotel – Timmie (1 episodio)
- 1985: Slickers (Película de televisión) – Scooter Clinton
- 1985: I Dream of Jeannie: 15 Years Later (Película de televisión) – Tony, Jr.
- 1985–1987: Santa Barbara – Brandon Capwell
- 1985–1988: Magnum, P.I. – Billy (3 episodios)
- 1986: The Richest Cat in the World (Película de televisión) – Bart
- 1986: Life With Lucy – Max (2 episodios)
- 1987–1989: St. Elsewhere – Christopher McFadden (2 episodios)
- 1987: Webster – Ricky (1 episodio)
- 1987: Trying Times – Reggie (1 episodio)
- 1987–1988: The Charmings – Thomas Charming (19 episodios)
- 1988: Something Is Out There – Joey (2 episodios)
- 1989: The Gifted One (Película de televisión) – Michael
- 1989–1990: Baywatch – Hobie Buchannon (22 episodios)
- 1991–1998: Step by Step – Justin "J.T." Lambert
- 1994: Thunder in Paradise – Zach (2 episodios)

## Premios y nominaciones
| Año  | Premio             | Resultado | Categoría                                                                                          | Películas o series                                                                                         |
| ---- | ------------------ | --------- | -------------------------------------------------------------------------------------------------- | --- |
| 1986 | Young Artist Award | Ganador   | Outstanding Young Actor - Regular Daytime Serial                                                   | Santa Barbara                                                                                              |
| 1987 | Young Artist Award | Nominado  | Exceptional Performance by a Young Actor, Supporting Role, Feature Film - Comedy, Fantasy or Drama | Jagged Edge                                                                                                |
| 1987 | Young Artist Award | Ganador   | Exceptional Performance by a Young Actor in a Daytime Series                                       | Santa Barbara                                                                                              |
| 1988 | Young Artist Award | Nominado  | Exceptional Performance by a Young Actor in a Television Comedy Series                             | The Charmings                                                                                              |
| 1990 | Young Artist Award | Nominado  | Best Young Actor Supporting Role in a Television Series                                            | Baywatch                                                                                                   |
| 1992 | Young Artist Award | Nominado  | Best Young Actor Starring in a New Television Series                                               | Step by Step                                                                                               |
| 1993 | Young Artist Award | Nominado  | Outstanding Young Comedian in a Television Series                                                  | Step by Step                                                                                               |
| 1994 | Young Artist Award | Nominado  | Outstanding Youth Ensemble in a Television Series                                                  | Step by Step (Nominado con Josh Byrne, Christopher Castile, Staci Keanan, Christine Lakin y Angela Watson) |